# Красные Озёрки (Пензенская область)
Красные Озёрки — посёлок в Мокшанском районе Пензенской области. Входит в состав Чернозерского сельсовета.

## География
Находится в северной части Пензенской области на расстоянии приблизительно 24 км на северо-запад от районного центра поселка Мокшан на левом берегу реки Мокша.

## История
Основан в первой половине 1920-х годов. В 1955 году — совхоз «Долгоруковский». В 2004 году оставалось 15 хозяйств.

## Население
Численность населения: 193 человека (1926 год), 144 (1939), 124 (1959), 84 (1979), 55(1989), 33 (1998). Население составляло 30 человек (русские 100 %) в 2002 году, 17 в 2010.